# Arganasuchus dutuiti
L'arganasuco (Arganasuchus dutuiti Jalil & Peyer, 2007) è un rettile estinto, appartenente alla famiglia Rauisuchidae. Visse nel Triassico superiore (Carnico, circa 235 milioni di anni fa) e i suoi resti fossili sono stati ritrovati in Marocco.

## Descrizione
Benché incompleti, i fossili di questo animale indicano che poteva raggiungere e oltrepassare una lunghezza di tre metri. Come tutti i rauisuchi, Arganasuchus era dotato di un grande cranio, un corpo possente sorretto da arti forti posti direttamente sotto di esso, e una lunga coda. La mascella di Arganasuchus ricordava quella di altri generi come Batrachotomus e Fasolasuchus nella forma a Y, mentre altri rauisuchi possedevano una mascella a U. Le vertebre cervicali erano corte, e il margine dorsale dell'estremità prossimale del pube era convesso in vista laterale. Alcune caratteristiche di Arganasuchus erano esclusive: la particolare forma dell'acetabolo, e il processo palatale dell'osso mascellare basso e confluente con la cresta interdentale.

## Classificazione
Arganasuchus è stato descritto sulla base di alcuni fossili rinvenuti negli anni '70 nel Bacino di Argana, in Marocco, risalente al Triassico superiore. Inizialmente i fossili, che comprendevano parte della mascella, vertebre cervicali e ossa del bacino, vennero attribuiti al rauisuco Ticinosuchus, già noto per alcuni fossili trovati in Italia e Svizzera. Nel 2007, uno studio dettagliato da parte di Nour-Eddine Jalil e Karin Peyer mise in luce notevoli differenze con la forma europea, sufficienti a erigere un nuovo genere, Arganasuchus appunto.
Questo animale condivideva alcune caratteristiche anatomiche con altri rauisuchi, come Postosuchus, Fasolasuchus e Batrachotomus, anche se la classificazione tuttora confusa di questo gruppo rende difficile una tassonomia più precisa.